# Mehmet Ali Ağca
Mehmet Ali Ağca ([mehˈmet aˈli ˈaːdʒa]) (Hekimhan, província de Malatya, Turquia, 9 de gener de 1958) és un activista polític turc, membre de l'organització paramilitar Llops Grisos. L'1 de febrer de 1979 assassinà el periodista turc Abdi İpekçi, editor del diari Milliyet, i, el 13 de maig de 1981, intentà assassinar Joan Pau II.
Anys més tard, el mateix papa el visità i li atorgà el perdó. El 13 de juny de 2000, el president d'Itàlia, Carlo Azeglio Ciampi, l'indultà després de complir dinou anys de condemna, i fou extradit a Turquia, on havia de complir una condemna de deu anys per l'assassinat d'İpekçi. Fou posat en llibertat el 12 de gener de 2006, després de sis anys d'empresonament, però la Cort Suprema de Turquia revocà la decisió el 20 de gener següent. Finalment, fou alliberat de nou el 18 de gener 2010.
Ağca es descrigué a ell mateix com un mercenari sense orientació política, tot i que se sap que fou membre de l'organització ultranacionalista turca Llops Grisos i la contra-guerrilla que rebia el suport de l'Estat. El 27 de desembre de 2014, 33 anys després del crim contra el papa, es traslladà al Vaticà per a retre roses blanques a la tomba de Joan Pau II i expressà la voluntat de reunir-se amb el papa Francesc, petició que fou denegada.

## Orígens
Ağca nasqué el 9 de gener de 1958 al districte de Hekimhan, a la província de Malatya, Turquia. Des de ben jove es convertí en un petit criminal i membre de nombroses bandes de carrer a la seva ciutat natal. Es convertí en un contrabandista entre Turquia i Bulgària. Afirmà haver rebut dos mesos d'entrenament en armes i tàctiques terroristes a Síria com a membre del Front Popular per a l'Alliberament de Palestina (FPAP), pagat pel govern comunista búlgar, tot i que l'FPAP ho negà.

## Relació amb Llops Grisos
Després de l'entrenament, anà a treballar pels paramilitars ultranacionalistes turcs dels Llops Grisos. L'1 de febrer de 1979, a Istanbul, sota les ordres de l'organització, assassinà a Abdi İpekçi, director del diari turc de gran tiratge Milliyet. Després de ser denunciat per un informant, fou capturat i condemnat a cadena perpètua. Després de complir sis mesos, escapà amb l'ajuda d'Abdullah Çatlı, segon comandant dels Llops Grisos, i fugí a Bulgària, base d'operació de la màfia turca. Segons la periodista investigadora Lucy Komisar, Ağca treballà amb Çatlı en l'assassinat de 1979, que «després ajudà a organitzar la fugida d'Ağca des d'una presó militar d'Istanbul i alguns suggeriren que Çatlı estigué involucrat en l'intent d'assassinat del Papa». Segons l'agència Reuters, Ağca «escapà amb la sospitosa ajuda de simpatitzants dels serveis de seguretat». Lucy Komisar afegí que a l'escena de l'accident del Mercedes-Benz on Çatlı morí, s'hi trobà un passaport amb el nom de «Mehmet Özbay» - un àlies també utilitzat per Ağca.

## Intent d'assassinat de Joan Pau II

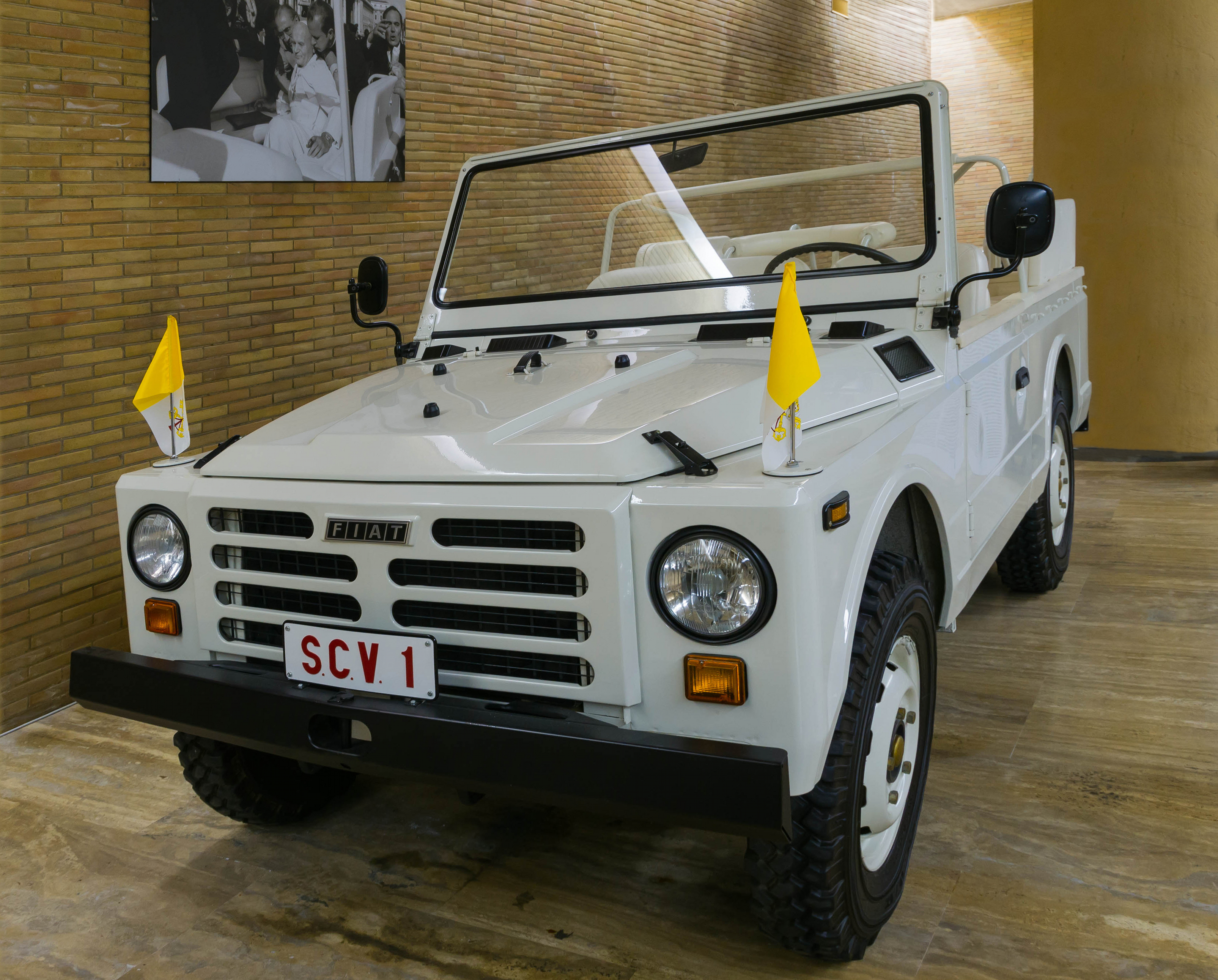
Papamòbil en el qual Joan Pau II fou disparat. El vehicle es troba al Pavelló dels Carruatges del Vaticà.

A l'inici de l'agost de 1980, començà a viatjar per la regió mediterrània. Segons el testimoniatge posterior d'Ağca, es reuní amb tres còmplices a Roma, un de turc i els altres dos búlgars. L'operació fou comandada per Zilo Vassilev, l'agregat militar búlgar a Itàlia. Assegurà que li assignà aquesta missió el mafiós turc Bekir Çelenk a Bulgària. Le Monde diplomatique, tanmateix, al·legà que l'intent d'assassinat fou organitzat per Abdullah Çatlı «a canvi de la suma de 3 milions de marcs», pagats per Bekir Çelenk als Llops Grisos.
Segons Ağca, el pla consistia en que ell i el pistoler de cobertura Oral Çelik obrissin foc a la Plaça de Sant Pere (Ciutat del Vaticà) i escapessin fins a l'ambaixada búlgara sota la coberta del pànic generat per una petita explosió. El 13 de maig s'assegueren a la plaça, escrivint postals i esperaren que arribés el Papa. Quan el Papa els passà per davant, Ağca disparà diversos trets i el ferí, però fou capturat pels espectadors i el cap de seguretat del Vaticà Camillo Cibin. Això l'impedí acabar l'assassinat o escapar. Quatre bales feriren a Joan Pau II, dues d'elles allotjades a l'intestí baix, mentre que les altres li colpejaren la mà esquerra i el braç dret. També foren afectats dos perseguidors. Çelik entrà en pànic i fugí sense activar la bomba o obrir foc. Malgrat les ferides, el papa sobrevisqué a l'intent d'assassinat.